# Dai Kan-Va Dzsiten
A Dai Kan-Va Dzsiten (大漢和辞典, „A nagy kínai–japán szótár”) japán kandzsiszótár, amelyet Morohasi Tecudzsi állított össze. Különösen figyelemre méltó a szótár mérete és részletessége, Morohasi szótára több mint 50 ezer írásjegyet és 530 ezer összetett szót tartalmaz. Sirane Haruo szerint: „Ez az a szótár, amely magában foglalja az összes kínai írásjegyet, és ezáltal ez a világ legnagyobb szótárává teszi.”

## Története
Morohasi Tecudzsi akkor kapta az első inspirációját a szótár megírásához, amikor 1917-ben Kínába utazott kínaiul tanulni. Amikor szavakat keresett a korabeli legnagyobb kínai szótárakban, akadályokba ütközött. A Kang-hszi ce-tienben fellelhetőek voltak az egyes kínai írásjegyek, mondatszerkezetek viszont nem voltak benne. A Pejven fupan (佩文韵府) tartalmazott mondatszerkezeteket, viszont nem volt hozzájuk magyarázat, a Csunghva ta cetient (中華大詞典, Kínai nagyszótár) pedig csak akkor publikálták. Morohasi önéletrajzában olvashatjuk, hogy „a tanulásra szánt idejének háromnegyedét azzal töltötte, hogy az írásjegyek és mondatszerkezetek jelentését kereste”. Úgy érezte, ez az időpocsékolás elkerülhető lenne, ha létezne egy olyan szótár, amely tartalmazná az írásjegyeket és ahhoz tartozó különféle meghatározásokat. Amikor visszatért Japánba, már több, mint 20 jegyzetfüzete tele volt írva kínai szavakkal és magyarázatokkal.
1925-ben Szuzuki Ippei (鈴木 一平), a Taishukan Shoten kiadó elnöke megkérte Morohasit, szerkesszen egy addig soha nem látott méretű kandzsiszótárt. Annak érdekében, hogy kinyomtathassa ezt az óriási könyvet, rengeteg ritka karaktert kellett létrehozni, mert ezek nem léteztek. Az első kötet 1943-ban jelent meg, azonban az 1945-ös tokiói bombázás elpusztította a különleges nyomólemezeket és betűtípusokat. A háború után Morohasi és szerkesztőtársai rekonstruálták a szótárt a próbanyomatok alapján. Mivel nagy hiány volt a szakképzett mesterekből, Szuzuki meggyőzte Mokicsi Isít (石井 茂吉), a fényszedés (phototypesetting vagy fotografikus betűszedés) feltalálóját, hogy alkossák újra a szükséges betűtípusokat. Az első kiadás 1955-ben, a végleges pedig 1960-ban jelent meg.
Morohasi 1957-ben elnyerte a Krizantém Érdemrendet, hozzájárulásáért a sinológiához és lexikológiához.

## Az első kiadás
Az eredeti (1955–1960) Dai Kan-Va Dzsiten összesen 13 kötetből áll, 13 757 oldal, 49 964 karakterbejegyzés és több mint 370 000 szó és kifejezés található benne. Ez a teljes terjedelmű szótár, gyakran nevezik „Morohasi”-nak, a klasszikus kínai és irodalmi kínai szókincsre összpontosít. Enciklopédikus információkat nyújt a költészetről, könyvcímekről, történelmi személyiségekről, helynevekről, buddhista kifejezésekről, sőt modern kifejezésekről is. A Dai Kan-Va Dzsiten a kínai nyelv olvasására szolgál, nem tartalmazza a Meidzsi-kor óta létrehozott japán szavakat.

## Kiegészítő kötetek
Morohasi Tecudzsi halála óta, aki 1982-ben halt meg 99 évesen, a Taishukan kiadó a művet kibővítette, pontosította, ez azt eredményezte, hogy megjelent a 14. és 15. kötet is.
A szókincs-mutatójegyzék, vagy japánul Goi szakuin (語彙索引) lehetővé teszi a szavak keresését a kiejtésük alapján a modern kana helyesírás szerint, az 1–13. kötetben használt történelmi rendszer helyett. Ez az index átfogóan sorolja fel az összetett szavakat, amelyek a fő szótárban szerepelnek, köztük kifejezéseket, mondatokat, négykarakteres kifejező szóösszetételeket stb.
A 2000-es Hokan (補巻) kiegészíti a 800 fő karakter és mintegy 33 000 új szó, az olvasmányokhoz szükséges írásjegyek és eltérő karakterek. Az utolsó kötet tartalmaz még négyféle indexet. Ez a kiegészítés a standard modern kanát használja, de a történelmi megfelelőket is megadja.

## Egyéb kiadások
A Csungven ta cetienre (1962–1968) néha úgy hivatkoznak, mint a „kínai Morohasi”, mert hasonló szerkezetű, mint a Dai Kan-Va Dzsiten, és egyike volt a legátfogóbb kínai szótáraknak egészen 1993-ig.
1982-ben a Taishukan kiadta egy rövidített, „családi” verzióját a Dai Kan-Va Dzsitennek. A négy kötetből álló Kó Kan-Va Dzsiten (Átfogó kínai–japán szótár) 20 769 karaktert és 120 000 szót tartalmaz. Ehhez hozzáad korai jóslócsont-írással és bronz-írással kapcsolatos példákat, valamint hipotetikus ó-kínai etimológiákat és szócsaládokat javasol.
Kida Dzsunicsiró 1986-ban írt egy japán könyvet a Dai Kan-Va Dzsitenről, és szerkesztett egy másikat a szótárírókról, amelyben Morohasi Tecudzsi hozzájárulását és Ishi karakteralkotásait tárgyalja.
2018-ban a Taishukan kiadta a nagyszótár elektronikus verzióját Windows alá.

## Fordítás
Ez a szócikk részben vagy egészben  a   Dai Kan-Wa Jiten című angol Wikipédia-szócikk fordításán alapul.  Az eredeti cikk szerkesztőit annak laptörténete sorolja fel. Ez a jelzés csupán a megfogalmazás eredetét és a szerzői jogokat jelzi, nem szolgál a cikkben szereplő információk forrásmegjelöléseként.